# 選抜高等学校野球大会 (徳島県勢)
選抜高等学校野球大会における徳島県勢の成績について記す。

## 大会結果
| 大会（年度）         | 選出校                     | 試合結果 | 試合結果                      | 成績     |
| -------------------- | -------------------------- | -------- | ----------------------------- | -------- |
| 第12回大会（1935年） | 徳島商（初出場）           | 2回戦    | ● 2 - 11 岐阜商               | 初戦敗退 |
| 第14回大会（1937年） | 徳島商（2年ぶり2回目）     | 2回戦    | ○ 2 - 1 福岡工                | ベスト4  |
| 第14回大会（1937年） | 徳島商（2年ぶり2回目）     | 準々決勝 | ○ 5 - 1 熊本商                | ベスト4  |
| 第14回大会（1937年） | 徳島商（2年ぶり2回目）     | 準決勝   | ● 1 - 6 浪華商                | ベスト4  |
| 第15回大会（1938年） | 撫養中（初出場）           | 2回戦    | ● 0 - 4 海草中                | 初戦敗退 |
| 第16回大会（1939年） | 徳島商（2年ぶり3回目）     | 1回戦    | ○ 5 - 2 栃木商                | 2回戦    |
| 第16回大会（1939年） | 徳島商（2年ぶり3回目）     | 2回戦    | ● 3 - 6 中京商                | 2回戦    |
| 第17回大会（1940年） | 徳島商（2年連続4回目）     | 1回戦    | ● 3 - 4 松本商                | 初戦敗退 |
| 第19回大会（1947年） | 徳島商（7年ぶり5回目）     | 1回戦    | ○ 11 - 6 明石中               | 優勝     |
| 第19回大会（1947年） | 徳島商（7年ぶり5回目）     | 2回戦    | ○ 8 - 0 熊本商                | 優勝     |
| 第19回大会（1947年） | 徳島商（7年ぶり5回目）     | 準々決勝 | ○ 5 - 2 享栄商                | 優勝     |
| 第19回大会（1947年） | 徳島商（7年ぶり5回目）     | 準決勝   | ○ 4 - 3 桐生中                | 優勝     |
| 第19回大会（1947年） | 徳島商（7年ぶり5回目）     | 決勝     | ○ 3 - 1 小倉中（延長13回）    | 優勝     |
| 第20回大会（1948年） | 徳島商（2年連続6回目）     | 1回戦    | ● 3 - 4 享栄商                | 初戦敗退 |
| 第21回大会（1949年） | 徳島商（3年連続7回目）     | 1回戦    | ○ 5 - 3 平安                  | ベスト8  |
| 第21回大会（1949年） | 徳島商（3年連続7回目）     | 準々決勝 | ● 2 - 7 岐阜商                | ベスト8  |
| 第23回大会（1951年） | 鳴門（13年ぶり2回目）      | 1回戦    | ○ 2 - 0 八幡                  | 優勝     |
| 第23回大会（1951年） | 鳴門（13年ぶり2回目）      | 準々決勝 | ○ 6 - 4 扇町商                | 優勝     |
| 第23回大会（1951年） | 鳴門（13年ぶり2回目）      | 準決勝   | ○ 4x - 3 長崎西（延長15回）   | 優勝     |
| 第23回大会（1951年） | 鳴門（13年ぶり2回目）      | 決勝     | ○ 3x - 2 鳴尾                 | 優勝     |
| 第24回大会（1952年） | 鳴門（2年連続3回目）       | 2回戦    | ○ 5 - 0 北野                  | 準優勝   |
| 第24回大会（1952年） | 鳴門（2年連続3回目）       | 準々決勝 | ○ 13 - 1 鹿児島商             | 準優勝   |
| 第24回大会（1952年） | 鳴門（2年連続3回目）       | 準決勝   | ○ 4 - 0 鳴尾                  | 準優勝   |
| 第24回大会（1952年） | 鳴門（2年連続3回目）       | 決勝     | ● 0 - 2 静岡商                | 準優勝   |
| 第26回大会（1954年） | 鳴門（2年ぶり4回目）       | 1回戦    | ○ 4 - 0 岡崎                  | ベスト8  |
| 第26回大会（1954年） | 鳴門（2年ぶり4回目）       | 2回戦    | ○ 4 - 3 芦屋                  | ベスト8  |
| 第26回大会（1954年） | 鳴門（2年ぶり4回目）       | 準々決勝 | ● 2 - 5 小倉                  | ベスト8  |
| 第32回大会（1960年） | 徳島商（11年ぶり8回目）    | 1回戦    | ○ 1 - 0 敦賀                  | 2回戦    |
| 第32回大会（1960年） | 徳島商（11年ぶり8回目）    | 2回戦    | ● 2 - 5 滝川                  | 2回戦    |
| 第33回大会（1961年） | 撫養（初出場）             | 2回戦    | ● 1 - 4 松江商                | 初戦敗退 |
| 第36回大会（1964年） | 海南（初出場）             | 1回戦    | ○ 4 - 1 秋田工                | 優勝     |
| 第36回大会（1964年） | 海南（初出場）             | 2回戦    | ○ 1 - 0 報徳学園              | 優勝     |
| 第36回大会（1964年） | 海南（初出場）             | 準々決勝 | ○ 8 - 0 金沢                  | 優勝     |
| 第36回大会（1964年） | 海南（初出場）             | 準決勝   | ○ 1 - 0 土佐                  | 優勝     |
| 第36回大会（1964年） | 海南（初出場）             | 決勝     | ○ 3 - 2 尾道商                | 優勝     |
| 第37回大会（1965年） | 徳島商（5年ぶり9回目）     | 2回戦    | ○ 3 - 1 育英                  | ベスト4  |
| 第37回大会（1965年） | 徳島商（5年ぶり9回目）     | 準々決勝 | ○ 6 - 1 苫小牧東              | ベスト4  |
| 第37回大会（1965年） | 徳島商（5年ぶり9回目）     | 準決勝   | ● 0 - 1 岡山東商              | ベスト4  |
| 第38回大会（1966年） | 徳島商（2年連続10回目）    | 1回戦    | ● 1 - 6 高鍋                  | 初戦敗退 |
| 第40回大会（1968年） | 徳島商（2年ぶり11回目）    | 1回戦    | ○ 1 - 0 佐賀工                | 2回戦    |
| 第40回大会（1968年） | 徳島商（2年ぶり11回目）    | 2回戦    | ● 0 - 1 銚子商                | 2回戦    |
| 第41回大会（1969年） | 徳島商（2年連続12回目）    | 1回戦    | ● 2 - 3x 玉島商（延長10回）   | 初戦敗退 |
| 第42回大会（1970年） | 鳴門（16年ぶり5回目）      | 1回戦    | ○ 5 - 1 東北                  | ベスト4  |
| 第42回大会（1970年） | 鳴門（16年ぶり5回目）      | 2回戦    | ○ 4 - 2 中京                  | ベスト4  |
| 第42回大会（1970年） | 鳴門（16年ぶり5回目）      | 準々決勝 | ○ 1 - 0 三田学園              | ベスト4  |
| 第42回大会（1970年） | 鳴門（16年ぶり5回目）      | 準決勝   | ● 2 - 6 北陽                  | ベスト4  |
| 第43回大会（1971年） | 徳島商（2年ぶり13回目）    | 1回戦    | ○ 3x - 2 岩国                 | 2回戦    |
| 第43回大会（1971年） | 徳島商（2年ぶり13回目）    | 2回戦    | ● 0 - 1 坂出商                | 2回戦    |
| 第45回大会（1973年） | 鳴門工（初出場）           | 1回戦    | ○ 3 - 2 岩国                  | ベスト4  |
| 第45回大会（1973年） | 鳴門工（初出場）           | 2回戦    | ○ 5 - 1 高松商                | ベスト4  |
| 第45回大会（1973年） | 鳴門工（初出場）           | 準々決勝 | ○ 2 - 0 天理                  | ベスト4  |
| 第45回大会（1973年） | 鳴門工（初出場）           | 準決勝   | ● 1 - 4 横浜                  | ベスト4  |
| 第46回大会（1974年） | 池田（初出場）             | 1回戦    | ○ 4 - 2 函館有斗              | 準優勝   |
| 第46回大会（1974年） | 池田（初出場）             | 2回戦    | ○ 3 - 1 防府商                | 準優勝   |
| 第46回大会（1974年） | 池田（初出場）             | 準々決勝 | ○ 2 - 1 倉敷工（延長12回）    | 準優勝   |
| 第46回大会（1974年） | 池田（初出場）             | 準決勝   | ○ 2 - 0 和歌山工              | 準優勝   |
| 第46回大会（1974年） | 池田（初出場）             | 決勝     | ● 1 - 3 報徳学園              | 準優勝   |
| 第47回大会（1975年） | 池田（2年連続2回目）       | 1回戦    | ● 2 - 4 報徳学園              | 初戦敗退 |
| 第48回大会（1976年） | 徳島商（5年ぶり14回目）    | 1回戦    | ○ 6 - 3 和歌山工              | 2回戦    |
| 第48回大会（1976年） | 徳島商（5年ぶり14回目）    | 2回戦    | ● 0 - 6 土佐                  | 2回戦    |
| 第51回大会（1979年） | 池田（4年ぶり3回目）       | 2回戦    | ○ 5 - 0 鶴商学園              | ベスト8  |
| 第51回大会（1979年） | 池田（4年ぶり3回目）       | 準々決勝 | ● 7 - 8 東洋大姫路            | ベスト8  |
| 第52回大会（1980年） | 鳴門（10年ぶり6回目）      | 1回戦    | ● 0 - 1 滝川                  | 初戦敗退 |
| 第53回大会（1981年） | 鳴門商（20年ぶり2回目）    | 1回戦    | ● 4 - 5 倉吉北                | 初戦敗退 |
| 第54回大会（1982年） | 鳴門商（2年連続3回目）     | 1回戦    | ● 3 - 4x 鹿児島商工           | 初戦敗退 |
| 第55回大会（1983年） | 池田（4年ぶり4回目）       | 1回戦    | ○ 11 - 0 帝京                 | 優勝     |
| 第55回大会（1983年） | 池田（4年ぶり4回目）       | 2回戦    | ○ 10 - 1 岐阜第一             | 優勝     |
| 第55回大会（1983年） | 池田（4年ぶり4回目）       | 準々決勝 | ○ 8 - 0 大社                  | 優勝     |
| 第55回大会（1983年） | 池田（4年ぶり4回目）       | 準決勝   | ○ 2 - 1 明徳                  | 優勝     |
| 第55回大会（1983年） | 池田（4年ぶり4回目）       | 決勝     | ○ 3 - 0 横浜商                | 優勝     |
| 第56回大会（1984年） | 徳島商（8年ぶり15回目）    | 1回戦    | ○ 9 - 1 愛知                  | 2回戦    |
| 第56回大会（1984年） | 徳島商（8年ぶり15回目）    | 2回戦    | ● 2 - 4 取手二                | 2回戦    |
| 第57回大会（1985年） | 徳島商（2年連続16回目）    | 1回戦    | ● 1 - 5 鹿児島商工            | 初戦敗退 |
| 第57回大会（1985年） | 池田（2年ぶり5回目）       | 1回戦    | ○ 3 - 1 秀明                  | ベスト4  |
| 第57回大会（1985年） | 池田（2年ぶり5回目）       | 2回戦    | ○ 9 - 3 駒大岩見沢            | ベスト4  |
| 第57回大会（1985年） | 池田（2年ぶり5回目）       | 準々決勝 | ○ 1 - 0 東北                  | ベスト4  |
| 第57回大会（1985年） | 池田（2年ぶり5回目）       | 準決勝   | ● 0 - 1 帝京                  | ベスト4  |
| 第58回大会（1986年） | 池田（2年連続6回目）       | 1回戦    | ○ 7 - 3 福岡大大濠            | 優勝     |
| 第58回大会（1986年） | 池田（2年連続6回目）       | 2回戦    | ○ 2 - 1 防府商                | 優勝     |
| 第58回大会（1986年） | 池田（2年連続6回目）       | 準々決勝 | ○ 5 - 4 尾道商                | 優勝     |
| 第58回大会（1986年） | 池田（2年連続6回目）       | 準決勝   | ○ 8 - 2 岡山南                | 優勝     |
| 第58回大会（1986年） | 池田（2年連続6回目）       | 決勝     | ○ 7 - 1 宇都宮南              | 優勝     |
| 第59回大会（1987年） | 池田（3年連続7回目）       | 1回戦    | ○ 6 - 1 学法石川              | ベスト4  |
| 第59回大会（1987年） | 池田（3年連続7回目）       | 2回戦    | ○ 8 - 3 明石                  | ベスト4  |
| 第59回大会（1987年） | 池田（3年連続7回目）       | 準々決勝 | ○ 9 - 0 甲府工                | ベスト4  |
| 第59回大会（1987年） | 池田（3年連続7回目）       | 準決勝   | ● 4 - 7 関東一                | ベスト4  |
| 第60回大会（1988年） | 小松島西（初出場）         | 2回戦    | ● 0 - 5 上宮                  | 初戦敗退 |
| 第61回大会（1989年） | 小松島西（2年連続2回目）   | 1回戦    | ● 2 - 3 仙台育英              | 初戦敗退 |
| 第63回大会（1991年） | 小松島西（2年ぶり3回目）   | 1回戦    | ● 0 - 2 学法石川              | 初戦敗退 |
| 第64回大会（1992年） | 新野（初出場）             | 1回戦    | ○ 7 - 3 横浜                  | 2回戦    |
| 第64回大会（1992年） | 新野（初出場）             | 2回戦    | ● 1 - 3 三重                  | 2回戦    |
| 第65回大会（1993年） | 鳴門商（11年ぶり4回目）    | 2回戦    | ● 2 - 3 佐野日大（延長15回）  | 初戦敗退 |
| 第69回大会（1997年） | 徳島商（12年ぶり17回目）   | 1回戦    | ● 4 - 5x 天理                 | 初戦敗退 |
| 第70回大会（1998年） | 徳島商（2年連続18回目）    | 2回戦    | ○ 8 - 4 日本航空              | 3回戦    |
| 第70回大会（1998年） | 徳島商（2年連続18回目）    | 3回戦    | ● 3 - 7 郡山                  | 3回戦    |
| 第71回大会（1999年） | 鳴門工（26年ぶり2回目）    | 1回戦    | ● 1 - 2 市川                  | 初戦敗退 |
| 第73回大会（2001年） | 小松島（初出場）           | 2回戦    | ○ 5 - 4 神埼                  | 3回戦    |
| 第73回大会（2001年） | 小松島（初出場）           | 3回戦    | ● 1 - 2 浪速                  | 3回戦    |
| 第74回大会（2002年） | 鳴門工（3年ぶり3回目）     | 1回戦    | ○ 7 - 5 酒田南                | 準優勝   |
| 第74回大会（2002年） | 鳴門工（3年ぶり3回目）     | 2回戦    | ○ 3 - 2 大体大浪商            | 準優勝   |
| 第74回大会（2002年） | 鳴門工（3年ぶり3回目）     | 準々決勝 | ○ 19 - 1 広島商               | 準優勝   |
| 第74回大会（2002年） | 鳴門工（3年ぶり3回目）     | 準決勝   | ○ 3 - 1 関西（延長10回）      | 準優勝   |
| 第74回大会（2002年） | 鳴門工（3年ぶり3回目）     | 決勝     | ● 2 - 8 報徳学園              | 準優勝   |
| 第75回大会（2003年） | 徳島商（5年ぶり19回目）    | 2回戦    | ○ 2 - 1 柳川                  | ベスト4  |
| 第75回大会（2003年） | 徳島商（5年ぶり19回目）    | 3回戦    | ○ 6 - 1 藤代                  | ベスト4  |
| 第75回大会（2003年） | 徳島商（5年ぶり19回目）    | 準々決勝 | ○ 13 - 0 智弁和歌山           | ベスト4  |
| 第75回大会（2003年） | 徳島商（5年ぶり19回目）    | 準決勝   | ● 3 - 5 横浜                  | ベスト4  |
| 第75回大会（2003年） | 鳴門工（2年連続4回目）     | 2回戦    | ○ 5 - 0 桐蔭学園              | 3回戦    |
| 第75回大会（2003年） | 鳴門工（2年連続4回目）     | 3回戦    | ● 0 - 3 東洋大姫路            | 3回戦    |
| 第76回大会（2004年） | 鳴門工（3年連続5回目）     | 1回戦    | ● 0 - 10 秋田商               | 初戦敗退 |
| 第78回大会（2006年） | 小松島（5年ぶり2回目）     | 1回戦    | ● 0 - 3 成田                  | 初戦敗退 |
| 第80回大会（2008年） | 小松島（2年ぶり3回目）     | 2回戦    | ● 0 - 2 聖望学園              | 初戦敗退 |
| 第82回大会（2010年） | 川島（21世紀枠・初出場）   | 1回戦    | ● 2 - 3x 大垣日大（延長10回） | 初戦敗退 |
| 第83回大会（2011年） | 城南（21世紀枠・初出場）   | 1回戦    | ○ 8 - 5 報徳学園              | 2回戦    |
| 第83回大会（2011年） | 城南（21世紀枠・初出場）   | 2回戦    | ● 2 - 7 鹿児島実              | 2回戦    |
| 第84回大会（2012年） | 鳴門（32年ぶり7回目）      | 1回戦    | ○ 2x - 1 洲本（延長10回）     | ベスト8  |
| 第84回大会（2012年） | 鳴門（32年ぶり7回目）      | 2回戦    | ○ 5x - 4 作新学院（延長10回） | ベスト8  |
| 第84回大会（2012年） | 鳴門（32年ぶり7回目）      | 準々決勝 | ● 1 - 9 健大高崎              | ベスト8  |
| 第85回大会（2013年） | 鳴門（2年連続8回目）       | 2回戦    | ○ 2 - 1 宇都宮商              | 3回戦    |
| 第85回大会（2013年） | 鳴門（2年連続8回目）       | 3回戦    | ● 3 - 4 聖光学院              | 3回戦    |
| 第86回大会（2014年） | 池田（27年ぶり8回目）      | 1回戦    | ○ 4x - 3 海南                 | 2回戦    |
| 第86回大会（2014年） | 池田（27年ぶり8回目）      | 2回戦    | ● 1 - 4 豊川                  | 2回戦    |
| 第91回大会（2019年） | 富岡西（21世紀枠・初出場） | 1回戦    | ● 1 - 3 東邦                  | 初戦敗退 |
| 第94回大会（2022年） | 鳴門（9年ぶり9回目）       | 1回戦    | ● 1 - 3 大阪桐蔭              | 初戦敗退 |
| 第95回大会（2023年） | 城東（21世紀枠・初出場）   | 2回戦    | ● 2 - 5 東海大菅生            | 初戦敗退 |
| 第96回大会（2024年） | 阿南光（32年ぶり2回目）    | 1回戦    | ○ 11 - 4 豊川                 | ベスト8  |
| 第96回大会（2024年） | 阿南光（32年ぶり2回目）    | 2回戦    | ○ 3 - 0 熊本国府              | ベスト8  |
| 第96回大会（2024年） | 阿南光（32年ぶり2回目）    | 準々決勝 | ● 0 - 5 星稜                  | ベスト8  |

## 通算成績
| 出場 | 試合 | 勝利 | 敗戦 | 引分 | 勝率 | 優勝 | 準優勝 | ベスト4 | ベスト8 |
| ---- | ---- | ---- | ---- | ---- | ---- | ---- | ------ | ------- | ------- |
| 58   | 128  | 75   | 53   | 0    | .586 | 5    | 3      | 7       | 5       |

## 学校別成績
| 校名     | 出場 | 直近出場 | 勝敗     | 最高成績 | 前身校                         |
| -------- | ---- | -------- | -------- | -------- | ------------------------------ |
| 徳島商   | 19回 | 2003年   | 20勝18敗 | 優勝1回  |                                |
| 鳴門     | 9回  | 2022年   | 15勝8敗  | 優勝1回  | 撫養中                         |
| 鳴門渦潮 | 9回  | 2004年   | 8勝9敗   | 準優勝   | 鳴門工、撫養・鳴門商・鳴門第一 |
| 池田     | 8回  | 2014年   | 22勝6敗  | 優勝2回  |                                |
| 小松島   | 3回  | 2008年   | 1勝3敗   | 3回戦    |                                |
| 小松島西 | 3回  | 1991年   | 0勝3敗   | 初戦敗退 |                                |
| 阿南光   | 2回  | 2024年   | 3勝2敗   | ベスト8  | 新野                           |
| 海部     | 1回  | 1964年   | 5勝0敗   | 優勝1回  | 海南                           |
| 城南     | 1回  | 2011年   | 1勝1敗   | 2回戦    |                                |
| 川島     | 1回  | 2010年   | 0勝1敗   | 初戦敗退 |                                |
| 富岡西   | 1回  | 2019年   | 0勝1敗   | 初戦敗退 |                                |
| 城東     | 1回  | 2023年   | 0勝1敗   | 初戦敗退 |                                |

- 鳴門渦潮は鳴門工（出場5回、8勝5敗）と鳴門第一（出場4回、0勝4敗）が2012年に合併。